# Stundenbuch der Maria d’Harcourt

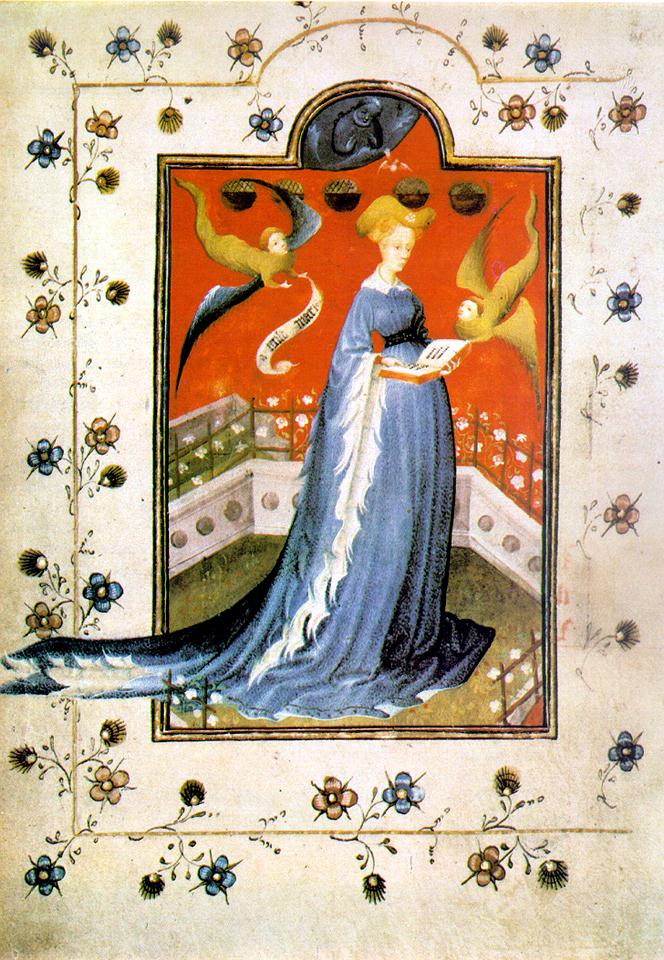
Verkündigung, zugleich Maria von Geldern; ms. germ. quart. 42

Das Stundenbuch der Maria d’Harcourt, alias Maria von Geldern, Herzogin von Geldern und Jülich, Gräfin von Zutphen ist sowohl künstlerisch wie historisch eine den Wissenschaftler herausfordernde Handschrift, deren schlechter Erhaltungszustand das Studium erschwert. In einem Bildnis, das aristokratische Manieriertheit und mystische Gleichstellung mit der Jungfrau Maria verbindet, hat sie ein Porträt ihrer selbst als Idealtyp der großen Dame mit ihrem Stundenbuch hinterlassen.

## Beschreibung
Liturgie von Rom. Deutsch-holländisches Grenzland, Geldern. 1415. 13 × 19 cm, 482 ff.
6 ganzseitige und 86 kleinere Miniaturen mit stilisierten Efeulaub-Bordüren.
Zu einem sehr frühen Zeitpunkt ihrer Geschichte wurde die Handschrift, entstanden 1415 im Kloster Marienborn bei Arnheim geteilt. Im 17. Jahrhundert war ein Teil im Besitz der Kurfürsten von Brandenburg und befindet sich heute in der Handschriftenabteilung der Staatsbibliothek zu Berlin, Stiftung Preußischer Kulturbesitz unter der Signatur ms. germ. quart. 42. Der zweite Teil war im Besitz der Habsburger und befindet sich heute in der Österreichischen Nationalbibliothek in Wien unter der Signatur Cod. 1908. Die beiden Teile wurden gemeinsam in der Ausstellung „Europäische Kunst um 1400“, in Wien 1962 gezeigt und im Katalog beschrieben (Nr. 207–208, S. 217–218). 
Die Abbildung wirkt wie ein Bild über gotische Mode. Eine vorzüglich gekleidete Dame, deren Schleppe bis über den Rahmen des Bildes hinausreicht, steht in einem Garten und liest ihr Stundenbuch, das ihr ein Engel überreicht. Erst wenn man den rosenbewachsenen Zaun des ummauerten Gartens oder hortus conclusus (Symbol des Paradieses) und die Gegenwart Gottes im Bogen am oberen Rand bemerkt, der den Heiligen Geist in Form einer Taube freilässt, erkennt man, dass es sich hier um eine Verkündigungsszene handelt. Ein zweiter Engel trägt ein Spruchband, auf dem anstelle des üblichen „Ave Maria gratia plena“ die deutschen Worte „O milde Maria“ zu lesen sind.
Ungeklärt ist, ob die elegante, nach neuester Mode gekleidete Dame mit einer als bourrelet bezeichneten Kappe statt eines Heiligenscheins die Jungfrau Maria darstellt oder ob es sich um die Eigentümerin des Gebetbuches als personifizierte Madonna handelt.

## Gräfin Maria d’Harcourt, Herzogin von Geldern und Jülich

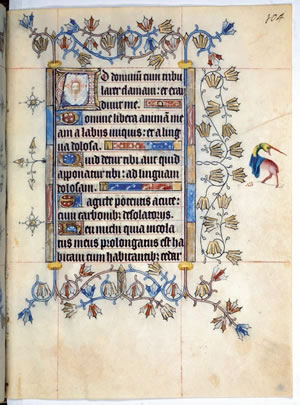
fol. 104r aus Cod. Vindob. 1908

Als Tochter von Johann VI. Graf von Harcourt und Aumale und der Cathérine von Bourbon, Prinzessin von Frankreich geboren, wurde sie am 5. Mai 1405 mit Rainald IV., Herzog von Geldern und Jülich verheiratet. Marie d’Harcourt war eine angeheiratete Nichte des Königs Karl VI. von Frankreich und von Herzog Ludwig von Orleans, der 1401 Lehnsherr des Herzogs von Geldern-Jülich, ihres künftigen Ehemannes, wurde. Sie war Ehrenjungfer der Herzogin von Orléans, Valentina Visconti, eine Tochter von Gian Galeazzo Visconti, Herzog von Mailand. Marie d’Harcourt brachte einen Hauch von französischer Lebensweise, Gebräuchen und Geschmack an den Niederrhein. Die Verkündigungsseite in ihrem Stundenbuch ist in ihrer Ausstrahlung so französisch und steht in einem so markanten Gegensatz zu den anderen Miniaturen dieser deutsch-holländischen Handschrift, dass die Einfügung beabsichtigt war. Doch handelt es sich nicht nur um ein nostalgisches Gedenken ihrer Heimat. Ihre politische Rolle und das Hervorbringen von Erben als Bestätigung der Unterstützung von Orléans durch Geldern waren stillschweigende Bedingungen ihrer Heirat; auch war ein großer Teil ihrer Mitgift, etwa 30.000 Écus, vom Herzog von Orléans mit der Bedingung bezahlt worden, dass sie im Falle des Fehlens männlicher Erben zurückgezahlt werden müsste. Maria von Geldern starb kinderlos nach 1427, ihr genaues Sterbedatum und der Ort ihrer Bestattung sind nicht bekannt.
Andere Frauen ohne Söhne erbaten in ihren Stundenbüchern die Hilfe Marias und entsprechender Heiliger, z. B. Marguerite de Foix und Anna von der Bretagne. Maria von Geldern ging noch einen Schritt weiter, als sie sich mit der Gottesmutter direkt identifizierte.

## Ausführender Künstler
In der Vigil des Festes des hl. Matthäus ist festgehalten, dass die Handschrift, deren Text in Niederdeutsch geschrieben ist, für die Herzogin von Geldern am 23. Februar 1415 im Kloster Marienborn (Arnheim) zwischen Oosterbeek und Arnheim von Bruder Helmich de Leev vollendet wurde.